# Eupithecia conterminata
Eupithecia conterminata is een nachtvlinder uit de familie van de spanners (Geometridae).
De spanwijdte van deze vlinder is 14 tot 17 millimeter.
De soort gebruikt fijnspar als waardplant. De soort vliegt in twee jaarlijkse generaties van halverwege mei tot en met juni. De rups is te vinden van eind juli tot halverwege augustus. De pop overwintert.
De soort komt voor van Fennoscandinavië en de berggebieden in Centraal-Europa via de Kaukasus tot zuidelijk Siberië.